# Vängtorp
Vängtorp är en bebyggelse i Vänga socken i Borås kommun.  År 2000 hade Vängtorp 51 invånare och klassades därmed av SCB som småort. År 2005 hade invånarantalet sjunkit under 50 invånare, och Vängtorp förlorade sin status som småort. Från 2015 till 2023 avgränsade SCB här ånyo en småort.